# Apristurus ampliceps
Apristurus ampliceps är en hajart som beskrevs av Sasahara, Sato och Nakaya 2008. Apristurus ampliceps ingår i släktet Apristurus och familjen rödhajar. IUCN kategoriserar arten globalt som otillräckligt studerad. Inga underarter finns listade i Catalogue of Life.